# Chocol8 syndrome
chocol8 syndrome（チョコレイト シンドローム）は、日本のロックバンドである。通称ちょこはち。

## 来歴
大学の同級生である奏とケンコモブチによって結成。後にしゃおんが加入し、本格的に始動する。
音楽の三大要素【おしゃれ×かわいい×かっこいい】を詰め込んだ新感覚『おしゃかわロック』を展開。
Vo.しゃおんは力強い歌声と熱いライブパフォーマンスが特徴。オーディエンスを飽きさせないライブ演出で人気を博している。
ちょこはちの公式TikTokはフォロワー15万人を突破し、絶大な知名度を誇る。
関西テレビ『モモコのOH!ソレ!み〜よ!』『千原ジュニアの座王』のエンディングテーマや、株式会社ファインの医薬品「新オールP内服液」のテーマソングを担当している。

## メンバー

### しゃおん（ボーカル）
・chocol8 syndromeの歌姫『しゃおんちゃん』。
・東京都出身。
・可愛いルックスからは想像出来ない力強い歌声と、度胸のある立ち振る舞い、圧倒的なライブパフォーマンスで同世代の女性のファンが多いのも特徴の一つ。
・主に作詞やグッズデザインを担当している。
・17歳からchocol8 syndromeのボーカルとして活動している。
・小学3年生の時、好きな男の子にバレンタインチョコを渡しに行ったマンションの自動ドアで顔面を強打し、前歯3本を折った事がある。
・中学1年の頃から不登校となり、インターネットで見たり音楽を聞いたりするのが唯一の生きがいだった。
・高校の受験番号を見間違えて、受かっているのに泣いて帰った事がある。
・セーラームーンが好きで、セーラームーン作品に携わることを目指している。
・ハムスターのわらびとデグーマウスのタマゴを飼っている。
・現在はGrand chocol8のヴォーカルとして活動している。

### ケンコモブチ（キーボード・DJ・コーラス）
・主に作曲を担当。
・リーダーである奏と同じ東洋大学出身。大学では同じサークルで活動する。
・卒業後、奏から声をかけられ、chocol8 syndromeのKeyとして活動を開始。
・ライブではKey、DJ、ダンサー、おもしろ担当とその役割は多岐にわたる。
・福岡ツアーの帰り、ヒッチハイクを行い、福岡〜東京まで帰還している。
・大阪ワンマンライブでソールドアウトしたらメンバー全員大阪移住を約束していたものの、惜しくも到達せずケンコモブチだけ大阪に移住した。（その後、1ヶ月で上京）
・藤原竜也主演ドラマ「ブルータスの心臓」（フジテレビ）で俳優デビューも飾る。

### ノモトクン（ベース・コーラス）
・慶應義塾大学薬学部卒。
・主に作曲や編曲、レコーディングやホームページ制作などあらゆる役割をこなしている。
・卓越した技術とパッションでバンドを引っ張るグルーブマスター。
・前身バンド解散後、リーダーの奏に誘われサポート活動をスタート。
・ワンマンライブでファンの熱い希望を受け、正規メンバーとして加入するかを決めるサイコロを振るが惜しくも加入ならず。
・誕生日ライブで願いを聞かれたVo.しゃおんがサイコロを振るがまた惜しくも加入ならず。
・ちょこはちサイコロライブで２回サイコロを振るがまた加入ならず。
・サポートスタートから3年経った今もサポートメンバーとなっているが、活躍は正規メンバーそのものだ。
・現在はGrand chocol8の正規メンバーであり、ベーシストとして活動している。

### 奏（ドラムス・コーラス）
・東洋大学法学部卒。栃木県宇都宮市出身。
・ちょこはちのまとめ役。リーダー。マネジメント担当。
・本人曰く、学生時代はお調子者だったらしいが、バンドを始めてから真面目になってしまったという。
・過去に塾で国語や英語の講師をしていた。
・人のお世話をするのが好きで、よく後輩の面倒をみている。
・渋谷のライブハウスで店長をしていて、よくバンドのお世話をしている。
・競馬が好きでよく万馬券を当てている。
・現在はGrand chocol8でキーボーディストとして活動している。

## ディスコグラフィー

### EP
|     | 発売日         | タイトル             | 収録曲 | 備考                                                                          |
| --- | -------------- | -------------------- | ------ | ----------------------------------------------------------------------------- |
| 1st | 2016年12月7日  | エウロパ             | 全３曲 |                                                                               |
| 2nd | 2017年5月1日   | ティーンガールの憂鬱 | 全３曲 | YTS山形テレビお天気コーナー「Do～んな天気」タイアップ（ティーンガールの憂鬱） |
| 3rd | 2018年12月19日 | ミラクルにロマンス   | 全３曲 | 関西テレビ『モモコのOH!ソレ!み〜よ!』エンディングテーマ（ミラクルにロマンス） |
| 4th | 2021年6月16日  | オールでPPP          | 全３曲 | 株式会社ファインの商品"新オールP内服液"のタイアップ(オールでPPP)              |

### アルバム
|     | 発売日        | タイトル                       | 収録曲 | 備考                                                                                |
| --- | ------------- | ------------------------------ | ------ | ----------------------------------------------------------------------------------- |
| 1st | 2016年5月4日  | 8                              | 全8曲  | 新星堂宇都宮店デイリーチャート１位獲得 タワーレコード千葉店デイリーチャート１位獲得 |
| 2nd | 2018年5月23日 | 脱法またたびロック             | 全8曲  |                                                                                     |
| 3rd | 2019年7月25日 | 音楽はメジャーが全てじゃない！ | 全8曲  | 関西テレビ『千原ジュニアの座王』エンディングテーマ（ベイビーダンス）                |

### 特別シングル
|     | 発売日        | タイトル               | 収録曲 | 備考                         |
| --- | ------------- | ---------------------- | ------ | ---------------------------- |
| 1st | 2020年5月30日 | ソーシャルディスタンス | 全2曲  | ライブハウス支援特別シングル |